# Bernard Andreae
Bernard Andreae (* 27. Juli 1930 in Graz) ist ein deutscher Klassischer Archäologe. Andreae war von 1965 bis 1978 der erste Lehrstuhlinhaber für Klassische Archäologie an der Ruhr-Universität Bochum. Von 1978 bis 1984 lehrte er als Professor für Klassische Archäologie an der Universität Marburg und von 1984 bis 1995 war er Direktor der Abteilung Rom des Deutschen Archäologischen Instituts.

## Leben und Wirken
Der Sohn des Nationalökonomen Wilhelm Andreae und der Schriftstellerin Illa Andreae besuchte das Landgraf-Ludwigs-Gymnasiums in Gießen bis zum Abitur im September 1949. Anschließend studierte er von 1949 bis 1955 an der Philipps-Universität Marburg und der Universität La Sapienza in Rom Klassische Archäologie, Altphilologie, Alte Geschichte und Kunstgeschichte. Am 26. Juli 1954 wurde er in Marburg bei Friedrich Matz mit einer Dissertation über römische Schlacht-Sarkophage promoviert. Danach hatte er von 1955 bis 1956 das Reisestipendium des Deutschen Archäologischen Instituts inne. Von 1956 bis 1959 war er als Erster Referent an der Abteilung Rom des Deutschen Archäologischen Instituts tätig. Von 1959 bis 1962 war er Assistent bei Ernst Langlotz am Archäologischen Institut der Universität Bonn. Am 12. Mai 1962 habilitierte er sich mit Studien zur römischen Grabkunst an der Universität Bonn und war anschließend bis 1965 als Dozent dort tätig.
Im Jahre 1965 wurde Andreae ordentlicher Professor an der neu gegründeten Ruhr-Universität Bochum. Dort begründete er die archäologische Abteilung der Kunstsammlungen der Ruhr-Universität Bochum, die er durch den Erwerb einiger hochkarätiger Antiken zu einer der wichtigsten archäologischen Universitätssammlungen in Deutschland machte: Zu nennen sind unter anderem Marmorporträts der römischen Kaiserin Livia Drusilla und des Kaisers Mark Aurel sowie ein Bronzekopf des Kaisers Severus Alexander, der die Spuren des Vollzugs der Damnatio memoriae zeigt. Zur Sammlung gehören außerdem eine reiche Kollektion antiker, griechischer wie etruskischer, Vasen und eine andere antiker Münzen. Zum Sommersemester 1978 wechselte er an die Universität Marburg und übernahm hier zugleich die Herausgabe des Corpus Die antiken Sarkophagreliefs. Von 1984 bis zu seinem Ruhestand 1995 war Andreae Erster Direktor der Abteilung Rom des Deutschen Archäologischen Instituts.
Andreae befasst sich schwerpunktmäßig mit der Interpretation und Rekonstruktion antiker Kunst. Bahnbrechend waren seine Forschungen zu den Funden von Sperlonga. Er veröffentlichte ein monumentales Werk über die Römische Kunst in der Reihe Ars Antiqua – Große Epochen der Weltkunst. Die Darstellung erlebte mehrere Auflagen und wurde auch ins Englische, Französische und Italienische übersetzt.
Für seine Forschungen wurden ihm zahlreiche wissenschaftliche Ehrungen und Mitgliedschaften zugesprochen. Ihm wurde der Gran Ufficiale des Verdienstordens der Republik Italien (1973) und der Orden Pour le Mérite (1991) verliehen. Andreae erhielt 1993 den Premio Daria Borghese, einen römischen Literaturpreis. Im Jahre 1994 erhielt er das Große Goldene Ehrenzeichen der Republik Österreich und die Winckelmann-Medaille der Stadt Stendal. Er wurde 1998 Ehrenbürger der Stadt Sperlonga. Im Jahr 2008 wurde er mit dem großen Großen Verdienstkreuz mit Stern und Schulterband der Bundesrepublik Deutschland geehrt. Andreae ist ordentliches Mitglied der Akademie der Wissenschaften und der Literatur in Mainz (seit 1980), ordentliches Mitglied der Pontificia Accademia Romana di Archeologia in Rom (seit 1975), korrespondierendes Mitglied der Akademie gemeinnütziger Wissenschaften zu Erfurt (seit 1993) und korrespondierendes Mitglied der Österreichischen Akademie der Wissenschaften in Wien (seit 1989).
Im Jahr 1961 heiratete er. Aus der Ehe gingen zwei Töchter und zwei Söhne hervor.

## Schriften
Monographien
- Motivgeschichtliche Untersuchungen zu den römischen Schlachtsarkophagen. Gebr. Mann, Berlin 1956 (Zugleich: Marburg, Universität, Dissertation, 1957).
- Studien zur römischen Grabkunst (= Mitteilungen des Deutschen Archäologischen Instituts, Römische Abteilung. Ergänzungsheft 9, ISSN 0342-1309). Kerle, Heidelberg 1963 (Zugleich: Bonn, Universität, Habilitationsschrift, 1961/1962).
- Römische Kunst (= Ars Antiqua – Große Epochen der Weltkunst). Herder, Freiburg im Breisgau u. a. 1973, ISBN 3-451-16285-7.
- Das Alexandermosaik aus Pompeji. Bongers, Recklinghausen 1977, ISBN 3-7647-0297-4.
- Die römischen Jagdsarkophage (= Die antiken Sarkophagreliefs. Band 1: Die Sarkophage mit Darstellungen aus dem Menschenleben. Teil 2). Gebr. Mann, Berlin 1980, ISBN 3-7861-1264-9.
- Odysseus. Archäologie des europäischen Menschenbildes. Societäts-Verlag, Frankfurt am Main 1982, ISBN 3-7973-0397-1.
- Die Symbolik der Löwenjagd. Westdeutscher Verlag, Opladen 1985, ISBN 3-531-11955-9.
- Laokoon und die Gründung Roms (= Kulturgeschichte der antiken Welt. Band 39). Philipp von Zabern, Mainz 1988, ISBN 3-8053-0989-9.
- mit Gioia de Luca, Nikolaus Himmelmann, Max Kunze, Christa Landwehr, Theun-Mathias Schmidt und Ernst-Ludwig Schwandner: Phyromachos-Probleme. Mit einem Anhang zur Datierung des grossen Altares von Pergamon (= Mitteilungen des Deutschen Archäologischen Instituts, Römische Abteilung. Ergänzungsheft 31). Philipp von Zabern, Mainz 1990, ISBN 3-8053-1126-5.
- Laokoon und die Kunst von Pergamon. Die Hybris der Giganten. Fischer-Taschenbuch-Verlag, Frankfurt am Main 1991, ISBN 3-596-10743-1 (2. Auflage 1996) (Digitalisat).
- Praetorium speluncae. Tiberius und Ovid in Sperlonga (= Akademie der Wissenschaften und der Literatur Mainz. Abhandlungen der Geistes- und Sozialwissenschaftlichen Klasse. Jahrgang 1994, Nummer 12). Steiner, Stuttgart 1994, ISBN 3-515-06643-8.
- „Am Birnbaum“. Gärten und Parks im antiken Rom, in den Vesuvstädten und in Ostia (= Kulturgeschichte der antiken Welt. Band 66). Philipp von Zabern, Mainz 1996, ISBN 3-8053-1854-5 (Digitalisat).
- Der Farnesische Stier. Schicksale eines Meisterwerkes der pergamenischen Bildhauer Apollonios und Tauriskos von Tralleis (= Rombach Wissenschaft. Reihe Quellen zur Kunst. Band 1). Rombach, Freiburg 1996, ISBN 3-7930-9127-9.
- Schönheit des Realismus. Auftraggeber, Schöpfer, Betrachter hellenistischer Plastik (= Kulturgeschichte der antiken Welt. Band 77). Philipp von Zabern, Mainz 1998, ISBN 3-8053-2348-4.
- Odysseus. Mythos und Erinnerung. Philipp von Zabern, Mainz 1999, ISBN 3-8053-2587-8.
- Skulptur des Hellenismus. Hirmer, München 2001, ISBN 3-7774-9200-0.
- Antike Bildmosaiken. Philipp von Zabern, Mainz 2003, ISBN 3-8053-3156-8.
- mit Michael Philipp, Nina Simone Schepkowski und Ortrud Westheider: Malerei für die Ewigkeit. Die Gräber von Paestum. Hirmer, München 2007, ISBN 978-3-7774-3745-3.
- Des Siegers Beute. Die vergoldeten Bronzestatuen von Cartoceto bei Pergola und Gaius Asinius Pollio (= Abhandlungen der Geistes- und Sozialwissenschaftlichen Klasse. Akademie der Wissenschaften und der Literatur Mainz. Jahrgang 2015, Nr. 1). Franz Steiner Verlag, Stuttgart 2015, ISBN 3-515-11068-2.
- Wie Aristoteles ins Museum kam. Zur Gründung der Kunstsammlungen in der Ruhr-Universität Bochum im Jahr 1965 (= Abhandlungen der Geistes- und Sozialwissenschaftlichen Klasse. Akademie der Wissenschaften und der Literatur Mainz. Jahrgang 2016, Nr. 3). Franz Steiner Verlag, Stuttgart 2016, ISBN 3-515-11489-0.

Herausgeberschaften
- mit Helmut Kyrieleis: Neue Forschungen in Pompeji und den anderen vom Vesuvausbruch 79 n. Chr. verschütteten Städten. Bongers, Recklinghausen 1975, ISBN 3-7647-0270-2.
- mit Heinz Spielmann: Die Etrusker. Luxus für das Jenseits. Bilder vom Diesseits – Bilder vom Tod (= Publikationen des Bucerius-Kunst-Forums. Band 5). Hirmer, München 2004, ISBN 3-7774-2055-7.
- mit Dorothee Böhm, Karsten Müller, Karin Rhein und Ortrud Westheider: Kleopatra und die Caesaren. Hirmer, München 2006, ISBN 3-7774-3245-8.